# Protandrena angusticeps
Protandrena angusticeps är en biart som beskrevs av Timberlake 1976. Protandrena angusticeps ingår i släktet Protandrena och familjen grävbin. Inga underarter finns listade i Catalogue of Life.